# مهدی رجب بیگی
مهدی رجب بیگی از دانشجویان مسلمان پیرو خط امام بود که در ۵ مهر ۱۳۶۰، توسط مجاهدین خلق ترور شد.

## زندگی‌نامه

### تولد و نوجوانی
او در ۲ بهمن ۱۳۳۶ در شهر دامغان متولد شد. بعدتر به همراه خانواده به تهران آمد و در امیریه تهران ساکن شدند.

### دانشجویی و اشتغال
پس از انجام تحصیلات مقدماتی، رجب بیگی در سال ۱۳۵۴ به دانشکده فنی دانشگاه تهران راه پیدا کرد و در رشتهٔ مهندسی راه و ساختمان به تحصیل پرداخت. او به عضویت شورای دانشجویی انتخاب شد و از اعضای فعال دانشجویان پیرو خط امام بود که در تسخیر سفارت آمریکا نیز نقش داشت. مهدی رجب بیگی از اعضای فعال دفتر تحکیم وحدت بود. او مسئولیت انتشار نشریهٔ دانش‌آموزی را پذیرفت و مشغول به شغل معلمی گشت. وی نماینده دانشجویان خط امام در گردهمایی جنبش‌های آزادی بخش بود. او همزمان با فعالیت در جهاد سازندگی، در مدارس مناطق محروم تهران نیز تدریس می‌کرد.

### ترور
رجب بیگی سرانجام در ۵ مهر ۱۳۶۰ توسط اعضای سازمان مجاهدین خلق در خیابان صبا جنوبی تهران، ترور شد. مقبرهٔ او شمارهٔ ۴، قطعهٔ ۲۴ و ردیف ۹۷ در بهشت‌زهرای تهران است.